# Saint-Césaire (Francia)
Saint-Césaire è un comune francese di 932 abitanti situato nel dipartimento della Charente Marittima nella regione della Nuova Aquitania.

## Monumenti e luoghi d'interesse
- La Roche à Pierrot. È un sito archeologico, dove nel 1979 furono ritrovati i resti di un giovane Neanderthalensis sepolto in una piccola fossa. Il ritrovamento è rilevante perché associato ad utensili ed altri manufatti, precedentemente riferiti solo all'homo sapiens.[2]

## Società

### Evoluzione demografica
Abitanti censiti